# Йоахим IV фон дер Шуленбург
Йоахим IV фон дер Шуленбург (на немски: Joachim IV Graf fon der Schulenburg; * пр. 1557/пр. 1545; † 1599/1602) е граф от „Бялата линия“ на благородническия род „фон дер Шуленбург“.

## Произход
Той е третият син на граф Фриц VI фон дер Шуленбург († сл. 1549/сл. 1562) и първата му съпруга Доротея фон Малтцан. Баща му Фриц VI фон дер Шуленбург се жени втори път пр. 1483 г. за Емеренция фон дер Асебург, дъщеря на Хайнрих фон дер Асебург († ок. 1522) и фон Велтхайм. Брат е на Ведиге I фон дер Шуленбург († ок. 1555/1584) и Каспар фон дер Шуленбург († 1547).

## Фамилия
Йоахим IV фон дер Шуленбург се жени за Маргарета фон дер Шуленбург († сл. 11 септември 1571), дъщеря на Ханс VI фон дер Шуленбург (1506 – 1561) и Луция фон Хаймбург. Те имат седем деца:
- Фридрих фон дер Шуленбург
- Хайнрих фон дер Шуленбург
- Георг фон дер Шуленбург
- Йоахим Вернер фон дер Шуленбург († 1602)
- Маргарета фон дер Шуленбург
- Доротея фон дер Шуленбург, омъжена I. за Йоахим фон Винтерфелд, II. 1592 г. за Ханс Фридрих фон Ширщет
- Анна фон дер Шуленбург († 1619), омъжена за Каспар фон Клитцинг